# Begoña Gómez Martín
Cet article concerne une judokate espagnole. Pour Begoña Gómez, épouse de Pedro Sánchez, président du gouvernement d'Espagne, voir Begoña Gómez Fernández.
Begoña Gómez Martín, née le 23 novembre 1964 à Madrid, est une judokate espagnole évoluant dans la catégorie des moins de 61 kg (poids mi-moyens).
Elle est notamment championne d'Europe en 1990.
Elle est la femme du judoka Carlos Sotillo.

## Palmarès
| Année | Compétition           | Lieu      | Résultat | Catégorie      |
| ----- | --------------------- | --------- | -------- | -------------- |
| 1988  | Championnats d'Europe | Pampelune | 2e       | Moins de 61 kg |
| 1990  | Championnats d'Europe | Francfort | 1re      | Moins de 61 kg |
| 1992  | Championnats d'Europe | Paris     | 3e       | Moins de 61 kg |